# HD 64486
HD 64486 (HR 3082) är en dubbelstjärna i den norra delen av stjärnbilden Giraffen. Den har en skenbar magnitud av ca 5,39 och är svagt synlig för blotta ögat där ljusföroreningar ej förekommer. Baserat på parallaxmätning inom Hipparcosuppdraget på ca 10,1 mas, beräknas den befinna sig på ett avstånd på ca 323 ljusår (ca 99 parsek) från solen. Den rör sig bort från solen med en heliocentrisk radialhastighet på ca 3 km/s.

## Egenskaper
Den ljusare komponenten i HD 64486 är en blå till vit underjättestjärna av spektralklass B9.5 IVs, även om  Cowley et al. (1969) listade den med spektralklass A0p Si. Den har en massa som är ca 2,7 solmassor, en radie som är ca 2,9 solradier och har ca 74 gånger solens utstrålning av energi från dess fotosfär vid en effektiv temperatur av ca 10 800 K. Stjärnan är en magnetisk, svag Ap-stjärna, som visar ett överskott av kisel i dess spektrum.
Den svagare komponenten är en stjärna av magnitud 9,6 med en vinkelseparation på 0,4 bågsekunder vid en positionsvinkel på 84°, år 2009. Den är troligen en visuell följeslagare som är belägen vid samma siktlinje. Det finns även en visuell följeslagare av magnitud 13,6 med en separation på 6,4 bågsekunder vid en positionsvinkel på 169°, år 2016.